# 扬·克里斯滕森
扬·克里斯滕森（丹麥語：Jan Christensen，20世纪—），丹麦男子赛艇运动员。他曾代表丹麦参加世界赛艇锦标赛，获得一枚金牌、二枚银牌和一枚铜牌，均来自轻量级项目。